# Jianxin Hu
Jianxin Hu (chinesisch 胡建信, Pinyin Hú Jiànxìn; geboren am 6. Oktober 1962) ist ein chinesischer Umweltchemiker.
1983 und 1986 erlangte Hu an der Universität Peking den Bachelor- bzw. Masterabschluss in Chemie.
Seit 2005 ist er Professor am College of Environmental Sciences der Universität Peking. Dort befasst er sich mit der Forschung zu Nachweis, Kontrolle und Eindämmung von organischen Spurenstoffen. Zu den nationalen Projekten und Industrieplänen, die von ihm mit betreut wurden oder werden, zählen unter anderem der „Nationalplan Chinas zum Ausstieg aus ozonabbauenden Substanzen“, die „Strategie Chinas zur Eliminierung von FCKWs“, die „Anliegen Chinas im chemischen Umweltmanagements und Voruntersuchungen zu strategischen Gegenmaßnahmen“ und „Chinas nationaler Umsetzungsplan für die Umsetzung der POP-Konvention“. Er leitet ferner das atmosphärische Sonderprojekt des chinesischen Wissenschaftsministeriums zu „Beurteilung, Vorhersage und Frühwarnsystemen zur Emissionsreduzierung von Halogenkohlenwasserstoffen“ sowie das Projekt „Strategieforschung zur Durchführung der Kigali-Zusatzvereinbarung“ [zum Montrealer Protokoll] des chinesischen Umweltministeriums.
Hu wird von China als Experte unter dem Montrealer Protokoll (zum Schutz der Ozonschicht) sowie unter dem Stockholmer Übereinkommen (zur Eindämmung organischer Schadstoffe) eingesetzt.

## Publikationen (Auswahl)
- Xinghua Qiu, Tong Zhu, Bo Yao, Jianxin Hu, Shaowen Hu: Contribution of Dicofol to the Current DDT Pollution in China. In: Environmental Science & Technology. Band 39, Nr. 12, Juni 2005, S. 4385–4390, doi:10.1021/es050342a.
- Li Li, Jianguo Liu, Jianxin Hu: Global Inventory, Long-Range Transport and Environmental Distribution of Dicofol. In: Environmental Science & Technology. Band 49, Nr. 1, Januar 2015, S. 212–222, doi:10.1021/es502092x.
- Xuekun Fang, Benjamin R. Miller, ShenShen Su, Jing Wu, Jianbo Zhang: Historical Emissions of HFC-23 (CHF3) in China and Projections upon Policy Options by 2050. In: Environmental Science & Technology. Band 48, Nr. 7, April 2014, S. 4056–4062, doi:10.1021/es404995f.